# ТЕС Ал-Хідд
26°13′19″ пн. ш. 50°39′41″ сх. д. / 26.22194° пн. ш. 50.66139° сх. д.
ТЕС Ал-Хідд – теплова електростанція у Бахрейні.
У 1999-му на майданчику станції ввели в дію дві встановлені на роботу у відкритому циклі газові турбіни потужністю по 136 МВт. 
В 2002 – 2004 роках станцію підсилили парогазовим блоком комбінованого циклу потужністю 630 МВт, в якому три газові турбіни потужністю по 140 МВт, живлять через відповідну кількість котлів утилізаторів одну парову турбіну з показником 210 МВт.
Із електростанцією інтегрований завод з опріснення води, який використовує технологію багатостадійного випаровування (Multi Stage Flash) та споживає частину пари із котлів-утилізаторів. Первісно він мав потужність на рівні 136 тис м3 на добу, яка після запуску другої черги була доведена до 409 тис м3. 
Як паливо станція використовує природний газ. Можливо відзначити, що в Бахрейні блакитне паливо переважно надходить від газозбірної системи формації Хуфф родовища Бахрейн, крім того, певні обсяги постачає газопереробний завод Banagas, а з 2019 року – також термінал ЗПГ Бахрейн.
Видача продукції відбувається по ЛЕП, розрахованій на роботу під напругою 220 кВ.
Проект реалізували через Hidd Power Company, засновниками якої стали малайзійська MMC Corporation Berhad (40,0%), французька GDF SUEZ та японська Sumitomo (по 30%). В подальшому французький концерн продав свою частку малайзійській Malakoff International.